# FK Jaroměř
FK Jaroměř je český fotbalový klub, oficiálně založen roku 1908, sídlí ve městě Jaroměř. V ročníku 2021/22 hraje klub přebor Královéhradeckého kraje. Své domácí zápasy odehrává klub na fotbalovém hřišti v Růžové ulici /Růžovce/ s kapacitou 1500 diváků.

## Historické názvy

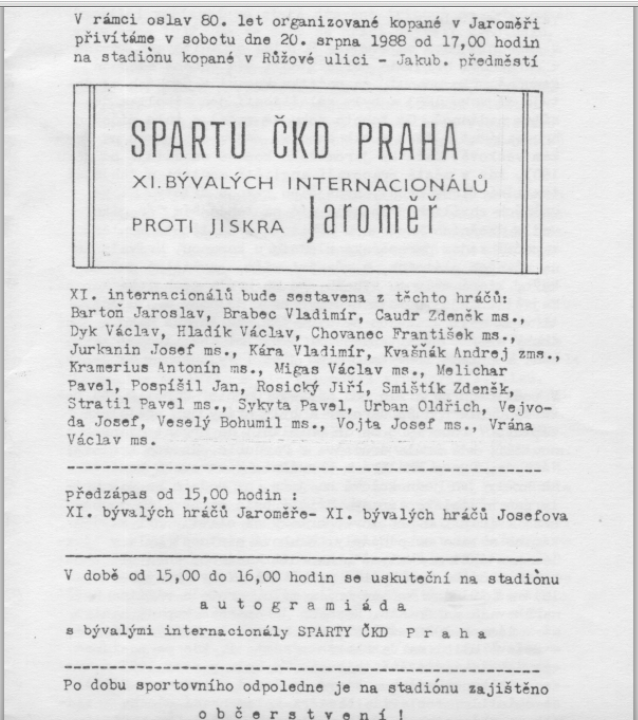
Pozvánka na zápas proti Spartě ČKD Praha z roku 1988.

- 1903-1906 - Čechie Jaroměř
- 1906-1952- SK Jaroměř
- 1952-2012 - TJ Jiskra Jaroměř
- od 2012 - FK Jaroměř

## Historie klubu

### Začátky klubu

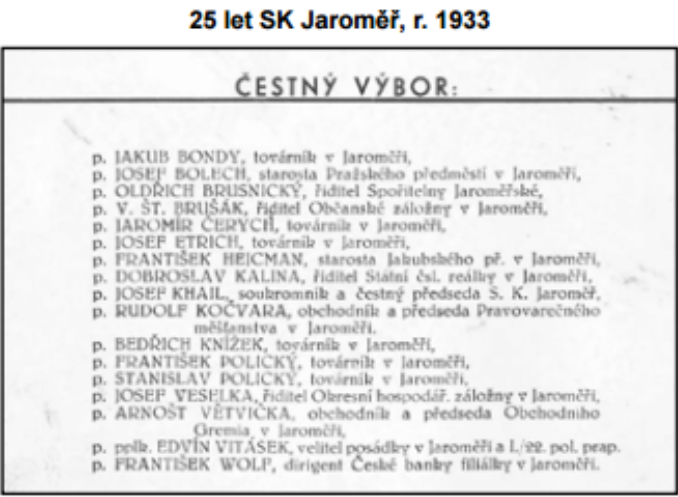
25 let SK Jaroměř-Čestný výbor r. 1933

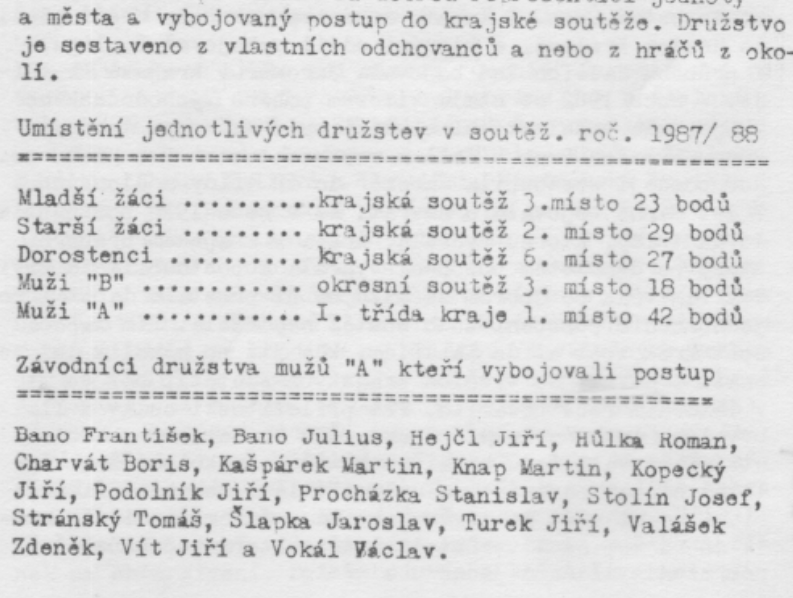
Umístění za sezónu 1987/1988

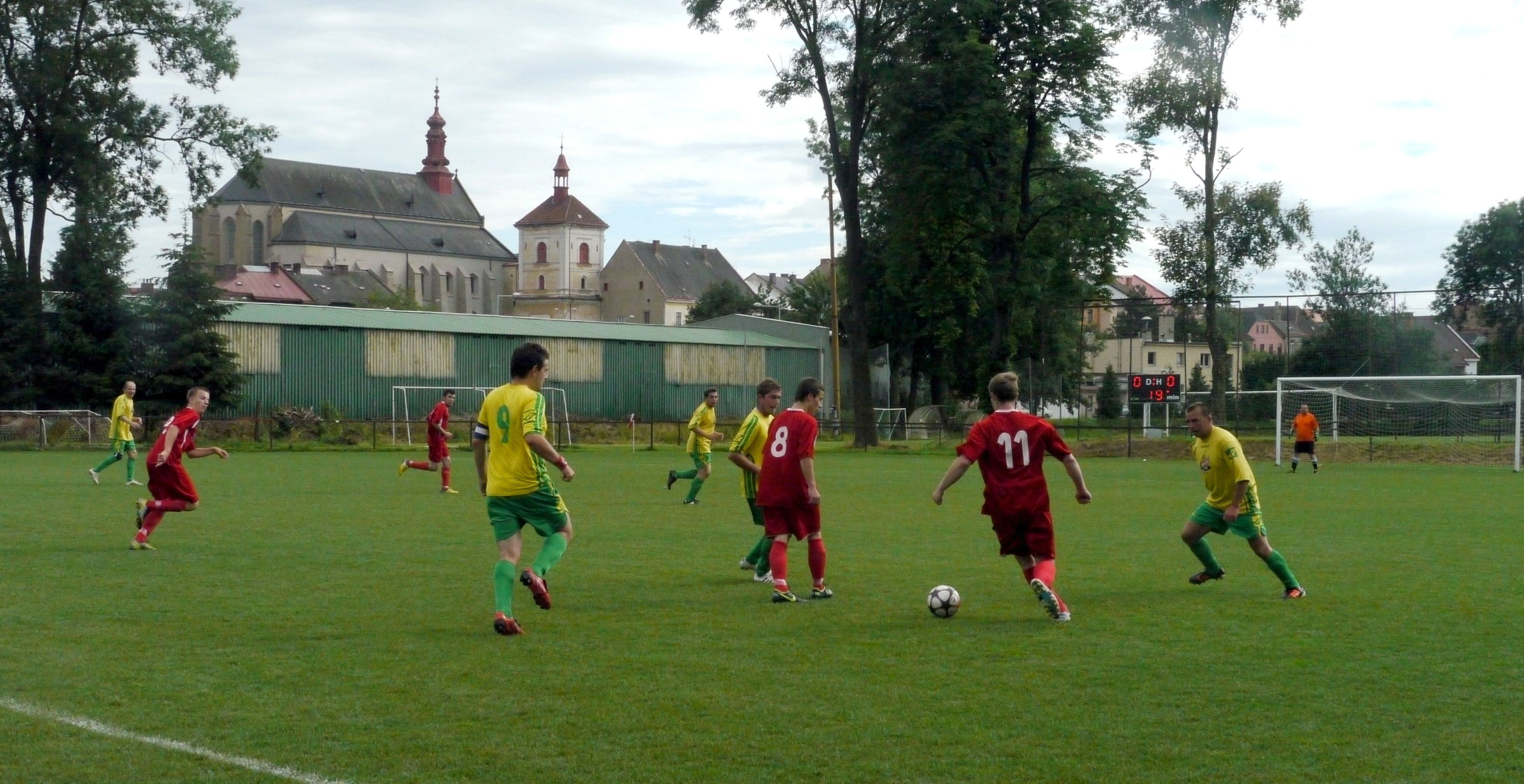
Při utkání

Začátky jaroměřské kopané se datují od roku 1903, kdy ve městě pracovali angličtí montéři u tehdejší textilní firmy Bondy, nynějšího závodu Milety. Ti ve volných chvílích proháněli míč na tehdejším „frajáku“ vedle dnešních kasáren u hřbitova a od těchto montérů započal zájem jaroměřské mládeže o fotbal. Hrávalo se na různých plátcích, s různými míči povětšině s „hadráky“, které měly tu výhodu, že se hrála technická kopaná. Největší zájem o tuto hru byl mezi dělníky a studenty, ti však měli ztíženou situaci tím, že kopaná, jako i jiné druhy sportů byla tehdejšími školními institucemi zakázána a přísně trestána, mimo jiné i vyloučením ze školy.

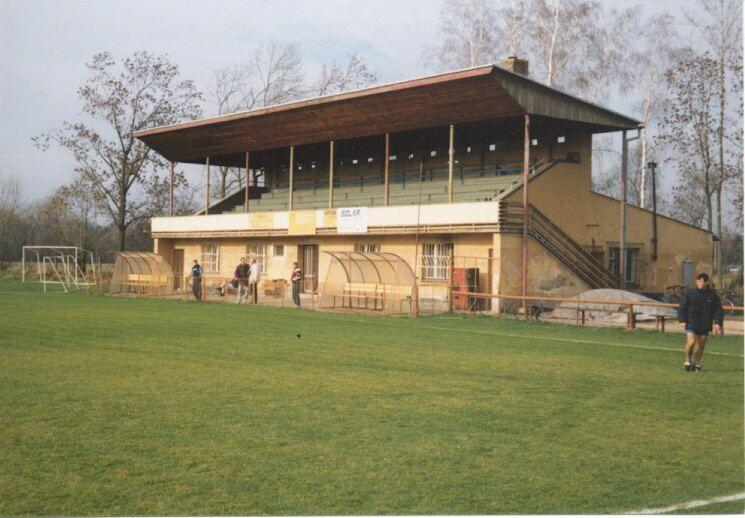
Tribuna před rekonstrukcí

### Čechie Jaroměř
V počátcích se hrálo pod názvem Čechie Jaroměř, od roku 1906 pak pod SK Jaroměř a byly hrány jen přátelské zápasy. V roce 1908 se SK přihlásil do organizovaných soutěží, kde hrála družstva z Pardubic
, Hradce Králové, Náchoda, Dvora Králové a Chrudimi. Mistrovské soutěže se hrály jen jednokolově na jaře, na podzim se pak hrály jen přátelské zápasy. Hřiště bylo na bývalém vojenském cvičišti u hřbitova, branky se stavěly při každém zápase a zase se odnášely. Klubová místnost byla v bývalém hostinci „U Matysů“, naproti kasáren, dnes již zbouraném a odtuď se chodilo na hřiště.

### První světová válka
Ve válečných letech 1914-1918 se kopaná hrála málo, protože většina hráčů narukovala na frontu.

### Rozmach
Rozmach jaroměřské kopané nastal až v letech 1920-1930, kdy se počalo budovat hřiště v Růžové ulici na Jakubském předměstí, kde se postupně vybudovala i dřevěná tribuna. Ta byla v roce 1955 nahrazena tribunou zděnou, která je dosud v provozu. Hřiště se oplotilo, postavila se bariéra kolem hrací plochy a stánek na občerstvení. Byl vybudován i kulečník a hřiště na volejbal.
Sociální zažízení ve staré dřevěné tribuně se vybudovalo až v roce 1932. Do té doby se hráči umývali v potůčku, který tekl za tribunou. V roce 1955 se postavila tribuna zděná, byla upravena travnatá plocha, rozvod vody na zavlažování plochy, bylo vybudováno škvárové hřiště, sociální zařízení pro diváky a byla provedena rekonstrukce elektro a vodoinstalace uvnitř tribuny.To vše bylo vybudováno za přispění mnoha brigádnických hodin členů a závodníků oddílu.
Stadion v roce 2000 postihly povodně.

### Rudí a sešívaní
V roce 1928 při výročí 20 let kopané v Jaroměři hrála ve městě SK Slavia Praha a AC Sparta Praha.

### Do divize a zpět
Po Druhé světové válce měla Jaroměř velmi dobré dorostenecké družstvo, které se v roce 1947 probojovalo až do finále mistrovství Čech. Z tohoto družstva pak řada hráčů odešla do Hradce Králové, s kterými oddíl vybojoval 1. ligu. V průběhu dalších let bojovala Jaroměř v krajské 1.A třídě. V roce 1962 se stala vítězem poháru Východočeského kraje, ale v celostátní soutěži byla vyřazena tehdejší Rudou hvězdou Brno v čele s reprezentantem Ivo Viktorem. O rok později sestoupila Jaroměř do 1.B třidy a dlouhých 7 let marně bojovala o návrat. Až v roce 1970 postoupila do 1.A třídy, kterou vyhrála a poté hrála v krajském přeboru, který po dvouletém působení vyhrála a postoupila do Divize. Tam však po dobrém začátku se jí přestalo dařit a po jednoročním působení soutěž neudržela. Tím započal opět krok zpět až do 1.A třídy, kde tuto soutěž v roce 1988 vyhrála a postoupila do krajského přeboru.

### Sparta v Jaroměři
Při příležitosti oslav s 11. bývalých internacionálů Sparty ČKD Praha jsme na toto utkání pozvali řadu bývalých hráčů a funkcionářů a společně jsme si zavzpomínali na uplynulá léta kopané v Jaroměři.

### Po roce 1989
Po roce 1989 hrála Jaroměř po desetiletí v pohodě I.A třídu, ale v sezoně 1998/1999 sestupuje do okresního přeboru. Z této soutěže postupuje v roce 2001 do I.B třídy a v ročníku 2007/2008 do I.A třídy. Je to až k neuvěření, ale v roce 2008 postoupila do krajské soutěže ze 3. místa a v této soutěži vydržela až do roku 2015, umístila se druhá a postoupila po 41 letech do Divize C.

## Hymna
Jaroměř mančaft známý, na hřišti k nepoznání, hrajou to šouračkou a mlátěj kalapačkou, góly však nedaj žádný. Když mančaft nastupuje, výbor se nafukuje a když mančaft prohrává, výbor mu nadává, Kyral mu přizvukuje. Všude kam zavítáme, všude se dobře máme a když prohráváme, tak si zazpíváme: My vám to doma dáme! A kde to bylo? A kolik to bylo? A kdo dával góly?

## Soupiska
aktuální k datu 11. 8. 2016
| Číslo |       | Pozice | Hráč            |
| ----- | ----- | ------ | --------------- |
| 1     | Česko | B      | Michal Ondráček |
| 29    | Česko | B      | Jiří Jaška      |
| 4     | Česko | O      | Adam Horák      |
| 11    | Česko | O      | Vilém Ruprich   |
| 6     | Česko | O      | Lukáš Müller    |
| 2     | Česko | O      | Martin Knap     |
| 14    | Česko | O      | Lukáš Rejchrt   |
| 8     | Česko | O      | Jan Holub       |

| Číslo |       | Pozice | Hráč              |
| ----- | ----- | ------ | ----------------- |
| 9     | Česko | Z      | Martin Michálek   |
| 13    | Česko | Z      | Martin Čenovský   |
| 10    | Česko | Z      | Stanislav Kašajík |
| 7     | Česko | Z      | Martin Kilevník   |
| 15    | Česko | Z      | Filip Klouček     |
| 16    | Česko | Z      | Lukáš Böhm        |
| 5     | Česko | Ú      | Jan Bano          |
| 3     | Česko | Ú      | Vojtěch Vladeka   |
| 12    | Česko | Ú      | Filip Korenčík    |

## Umístění v jednotlivých sezonách
Stručný přehled
- 2004–2007: I. B třída Královéhradeckého kraje – sk. B
- 2007–2008: I. A třída Královéhradeckého kraje
- 2008–2009: Přebor Královéhradeckého kraje
- 2009–2012: I. A třída Královéhradeckého kraje
- 2012–2015: Přebor Královéhradeckého kraje
- 2015–2016: Divize C
- 2016–2019: Přebor Královéhradeckého kraje
- 2019–2021: I. A třída Královéhradeckého kraje
- 2021–: Přebor Královéhradeckého kraje

Jednotlivé ročníky
Legenda: Z - zápasy, V - výhry, R - remízy, P - porážky, VG - vstřelené góly, OG - obdržené góly, +/- - rozdíl skóre, B - body, červené podbarvení - sestup, zelené podbarvení - postup, fialové podbarvení - reorganizace, změna skupiny či soutěže
| Česko (2004– ) |                                            |        |    |    |   |    |    |    |     |    |        |
| Sezóny         | Liga                                       | Úroveň | Z  | V  | R | P  | VG | OG | +/- | B  | Pozice |
| 2004/05        | I. B třída Královéhradeckého kraje – sk. B | 7      | 26 | 10 | 7 | 9  | 57 | 60 | -3  | 37 | 5.     |
| 2005/06        | I. B třída Královéhradeckého kraje – sk. B | 7      | 26 | 12 | 3 | 11 | 57 | 49 | +7  | 39 | 5.     |
| 2006/07        | I. B třída Královéhradeckého kraje – sk. B | 7      | 26 | 18 | 3 | 5  | 80 | 46 | +34 | 57 | 1.     |
| 2007/08        | I. A třída Královéhradeckého kraje         | 6      | 26 | 15 | 3 | 8  | 63 | 51 | +12 | 48 | 3.     |
| 2008/09        | Přebor Královéhradeckého kraje             | 5      | 30 | 7  | 7 | 16 | 38 | 75 | -37 | 28 | 15.    |
| 2009/10        | I. A třída Královéhradeckého kraje         | 6      | 26 | 10 | 5 | 11 | 63 | 60 | +3  | 35 | 11.    |
| 2010/11        | I. A třída Královéhradeckého kraje         | 6      | 26 | 10 | 5 | 11 | 63 | 60 | +3  | 35 | 8.     |
| 2011/12        | I. A třída Královéhradeckého kraje         | 6      | 26 | 14 | 4 | 8  | 71 | 45 | +26 | 46 | 2.     |
| 2012/13        | Přebor Královéhradeckého kraje             | 5      | 30 | 15 | 3 | 12 | 51 | 54 | -3  | 48 | 7.     |
| 2013/14        | Přebor Královéhradeckého kraje             | 5      | 30 | 14 | 6 | 10 | 76 | 62 | +14 | 48 | 5.     |
| 2014/15        | Přebor Královéhradeckého kraje             | 5      | 30 | 20 | 4 | 6  | 61 | 40 | +21 | 67 | 2.     |
| 2015/16        | Divize C                                   | 4      | 28 | 2  | 5 | 21 | 24 | 77 | -53 | 14 | 14.    |
| 2016/17        | Přebor Královéhradeckého kraje             | 5      | 30 | 8  | 6 | 16 | 52 | 51 | +1  | 34 | 13.    |
| 2017/18        | Přebor Královéhradeckého kraje             | 5      | 30 | 15 | 7 | 8  | 61 | 35 | +26 | 58 | 2.     |
| 2018/19        | Přebor Královéhradeckého kraje             | 5      | 30 | 6  | 2 | 22 | 34 | 85 | -51 | 21 | 16.    |
| 2019/20        | I. A třída Královéhradeckého kraje         | 6      | 15 | 4  | 1 | 10 | 21 | 28 | -7  | 14 | 14.    |
| 2020/21        | I. A třída Královéhradeckého kraje         | 6      | 8  | 8  | 0 | 0  | 26 | 4  | +22 | 24 | 1.     |
| 2021/22        | Přebor Královéhradeckého kraje             | 5      | 30 | 16 | 6 | 8  | 53 | 40 | +13 | 58 | 3.     |
| 2022/23        | Přebor Královéhradeckého kraje             | 5      | 30 | 14 | 6 | 10 | 72 | 51 | +21 | 51 | 6.     |
| 2023/24        | Přebor Královéhradeckého kraje             | 5      | 30 | 10 | 7 | 13 | 56 | 62 | -6  | 37 | 11.    |
| 2024/25        | Přebor Královéhradeckého kraje             | 5      | 30 | 15 | 5 | 10 | 55 | 40 | +15 | 50 | 5.     |

Poznámky:
- 2019/20: Sezona nedohrána kvůli pandemii covidu-19.
- 2020/21: Sezona nedohrána kvůli pandemii covidu-19.